# Jean-Louis Lagourgue
Pour les articles homonymes, voir Lagourgue.
Jean-Louis Lagourgue, né le 5 août 1947 à Sainte-Marie (La Réunion), est un homme politique français. Maire de Sainte-Marie de 1990 à 2018, il est conseiller régional de La Réunion depuis 2010 et sénateur de 2017 à 2023.

## Biographie
Gérant de société, Jean-Louis Lagourgue est élu maire de Sainte-Marie en 1990 à la suite de l'annulation des élections municipales de 1989. Il bat le maire sortant Axel Kichenin (divers gauche) lors du scrutin partiel. Il reste à la tête de la commune jusqu'en 2018, année où il doit quitter ses fonctions après son élection au Sénat.
Il est en outre président de l'Association des maires de La Réunion de 1996 à 2008 et président de la communauté intercommunale du Nord de La Réunion (CINOR) de 2004 à 2006 et de 2010 à 2012.
Au niveau départemental, il est conseiller général pour le canton de Sainte-Marie de 1992 à 1998 et de 2004 à 2011. Pressenti pour prendre la présidence du conseil général de La Réunion en 2008, il reçoit le soutien de plusieurs élus de droite, sous la conduite de René-Paul Victoria. Contre toute attente, le quorum n'est pas atteint le jour de l'élection alors qu'il est seul candidat. Le 23 mars, la centriste Nassimah Dindar est reconduite à la tête de la collectivité grâce aux voix de la gauche et du MoDem, provoquant le départ de l'UMP d'une trentaine d'élus locaux. À la suite de cet épisode, Jean-Louis Lagourgue participe à la fondation du mouvement de Didier Robert, Objectif Réunion (OR), avec René-Paul Victoria et Michel Fontaine,.
Conseiller régional depuis 2010, il devient premier vice-président du conseil régional de La Réunion et président de la commission permanente du conseil régional. Il est remplacé à ce poste par Olivier Rivière le 16 février 2018.
Il est élu sénateur de La Réunion lors des élections sénatoriales de 2017.

## Affaire judiciaire
Jean-Louis Lagourgue est jugé en avril 2024 pour « détournement de fonds publics », « prise illégale d’intérêts » et « recel ». Lui-même et l'ancien président du conseil régional de La Réunion, Didier Robert, sont soupçonnés d’avoir recruté des « conseillers techniques » et des « chargés de mission » pour des emplois fictifs aux frais de la collectivité afin de consolider leur influence politique sur l’île.

## Détail des mandats et fonctions

### Au Sénat
- 2 octobre 2017 – 2 octobre 2023 : sénateur de La Réunion.

### Au niveau local
- 15 février 1990 – 30 janvier 2018 : maire de Sainte-Marie.
- 2 avril 1992 – 22 mars 1998 : conseiller général de La Réunion (élu dans le canton de Sainte-Marie).
- 1er avril 2004 – 27 mars 2011 : conseiller général de La Réunion (élu dans le canton de Sainte-Marie).
- 4 juillet 2004 – 20 juillet 2006 : président de la communauté intercommunale du Nord de La Réunion.
- 12 juillet 2010 – 25 juillet 2012 : président de la communauté intercommunale du Nord de La Réunion.
- Depuis le 26 mars 2010 : conseiller régional de La Réunion.
- 26 mars 2010 – 16 février 2018 : premier vice-président du conseil régional de La Réunion.

### Autres
- 1er octobre 1996 – 21 mai 2008 : président de l'Association des maires du département de La Réunion[10].